# Обидим
Обидим (болг. Обидим) — село в Благоевградской области Болгарии. Входит в состав общины Банско. Находится примерно в 15 км к юго-востоку от центра города Банско и примерно в 53 км к юго-востоку от центра города Благоевград. По данным переписи населения 2011 года, в селе проживало 84 человека, преобладающая национальность — болгары.
Площадь территории относящейся к селу — 64,962 км². Высота над уровнем моря — 1000 м.

## История
Деревня была основана в XIV веке. В 1903 и 1912 году деревня была сожжена.

## Достопримечательности
Есть несколько церквей, самая большая — святого Николая, выстроена в 1836 году, также неподалёку — среди гор, расположен монастырь святого Пантелеймона.

## Политическая ситуация
Кмет (мэр) общины Банско — Александр Иванов Краваров (коалиция в составе 2 партий: Граждане за европейское развитие Болгарии (ГЕРБ), ВМРО — Болгарское национальное движение) по результатам выборов в правление общины. Обидим подчиняется непосредственно общине и не имеет своего кмета, так как население села составляет менее 150 человек, управляются кметским наместником назначаемым по указанию кмета общины: в селе Обидим кметский наместник — Георги Б. Станков.

## Население
| Год     | 1934 | 1946 | 1956 | 1965 | 1975 | 1985 | 1992 | 2001 | 2011 |
| ------- | ---- | ---- | ---- | ---- | ---- | ---- | ---- | ---- | ---- |
| Жителей | 999  | 1122 | 1035 | 802  | 612  | 354  | 265  | 163  | 84   |

|  |